# Beineu
Beineu (kasachisch Бейнеу) ist eine Kleinstadt im Gebiet Mangghystau im westlichen Kasachstan mit 57.965 Einwohnern (1. Januar 2025) und wurde 1960 gegründet.

## Bevölkerung
Bei der Volkszählung 1999 wurde für Beineu eine Einwohnerzahl von 14.299 Menschen angegeben. Bei der Volkszählung im Jahr 2009 hatte der Ort 32.452 Einwohner. Bei der letzten Volkszählung 2021 lebten 55.842 Menschen in Beineu. Zum 1. Januar 2025 ergab die Fortschreibung der Bevölkerungszahlen eine Einwohnerzahl von 57.965 Menschen.
| Einwohnerentwicklung               | Einwohnerentwicklung | Einwohnerentwicklung | Einwohnerentwicklung | Einwohnerentwicklung | Einwohnerentwicklung |
| 1970                               | 1979                 | 1989                 | 1999                 | 2009                 | 2021                 |
| ---------------------------------- | -------------------- | -------------------- | -------------------- | -------------------- | -------------------- |
| 4.244                              | 8.382                | 11.913               | 14.299               | 32.452               | 55.842               |
| Anmerkung: Volkszählungsergebnisse |                      |                      |                      |                      |                      |

## Verkehr
In Beineu beginnt die Bahnstrecke nach Schangaösen, die hier von der Bahnstrecke Maqat–Türkmenabat (Westturanische Magistrale) abzweigt. Es  bestehen Zugverbindungen in die Großstädte Aqtau und Atyrau sowie nach Nukus im angrenzenden Usbekistan.
Durch den Ort verläuft die Fernstraße A33 (Europastraße 121).

## Söhne und Töchter des Ortes
- Nurdäulet Qilybaj (* 1978), Politiker